# الجامعة الوطنية الماليزية
الجامعة الوطنية الماليزية (بالملايوية: Universiti Kebangsaan Malaysia)‏، المعروفة اختصارا باسم UKM )، هي جامعة حكومية تقع في منطقة بندر بارو بانجي في ولاية سلاغور ماليزيا. يقع المستشفى التعليمي التابع لها في تشراس، وله فرع جامعي أيضآ في العاصمة كوالالمبور. أفتتحت الجامعة في 18 مايو 1970.

## كليات الجامعة
- العلوم الاجتماعية والعلوم الإنسانية (تأسست عام 1970 باسم كلية الآداب)
- العلوم والتكنولوجيا (تأسست عام 1970 باسم كلية العلوم)
- الدراسات الإسلامية (تأسست عام 1970)
- كلية الهندسة ( تاسست عام 1978)
- كلية الحقوق والقانون (تاسست عام 1985)
- كلية التكنولوجيا وتقنية المعلومات ( تاسست عام 1988)
- كلية التربية والتعليم ( تاسست عام 1972)
- كلية الاقتصاد والادارة ( تاسست عام 1974)
- كلية الطب (تاسست عام 1972)
- كلية الصيدلة (تاسست عام 1994)

## أنظر أيضا
- التعليم في ماليزيا